# Eastgate (platenlabel)
Eastgate is het platenlabel van de Duitse band Tangerine Dream en haar leider Edgar Froese.
Tangerine Dream heeft sinds het begin van de band onder contract gestaan van allerlei platenlabels, waarbij zij uiteindelijk geen invloed had(den) op het releasebeleid. Sommige labels waren zo obscuur, dat ze geheel verdwenen zijn en vaak zijn dan ook de opnamen zoekgeraakt. Edgar Froese had daar op een gegeven moment genoeg van en bracht zowel zijn eigen als de groepsalbums uit onder TDI Music, later omgedoopt tot Eastgate. Eastgate is gevestigd in Berlijn. Het eerste album uitgebracht op Eastgate was Dalinetopia van Froese (2005).